# Socket 478
Il Socket 478 è il socket introdotto da Intel con le CPU Pentium 4 basate sul core Northwood e poi utilizzato anche per la prima serie di processori Prescott, oltre che per i Celeron in commercio parallelamente ai "fratelli maggiori" e i primi Celeron D e Pentium 4 Extreme Edition. Andò a soppiantare il Socket 423 utilizzato per i primi Pentium 4 Willamette e dovette essere sostituito agli inizi del 2004 dal Socket 775 il quale era l'unico in grado di garantire la stabilità del segnale necessario per gli ultimi Pentium 4 molto "voraci" di potenza.
Il suo successore è stato appunto il Socket 775, chiamato anche Socket T.